# 220
220（二百二十、にひゃくにじゅう）は自然数、また整数において、219の次で221の前の数である。

## 性質
- 220は合成数であり、約数は1, 2, 4, 5, 10, 11, 20, 22, 44, 55, 110, 220である。
  - 約数の和は504。
    - 51番目の過剰数である。1つ前は216、次は222。

  - n = 220 のとき σ(n) = σ(σ(n) − n) が成り立つ3番目の数である。1つ前は28、次は284。(ただしσは約数関数)(オンライン整数列大辞典の数列 A206708)
例．σ(σ(220) − 220) = σ(284) = 504 = σ(220)
- (220, 284) は最小の友愛数の組である。次は(1184, 1210) 。
  - 220の自身を除く約数の和は284であり、284の自身を除いた約数の和は220である。即ちこの2つの数は友愛数の関係にある。
- 220 = 1 + 3 + 6 + 10 + 15 + 21 + 28 + 36 + 45 + 55
  - 10番目の三角錐数である。1つ前は165、次は286。
  - 220 = 22 + 42 + 62 + 82 + 102
    - 5連続偶数の平方和で表せる数である。1つ前は120、ただし自然数の範囲では最小、次は360。
- 1/220 = 0.0045… (下線部は循環節で長さは2)
  - 逆数が循環小数になる数で循環節が2になる14番目の数である。1つ前は198、次は264。(オンライン整数列大辞典の数列 A070022)
- 66番目のハーシャッド数である。1つ前は216、次は222。
  - 4を基とする4番目のハーシャッド数である。1つ前は112、次は400。
    - n を基とする n 番目のハーシャッド数である。1つ前は21、次は320。（オンライン整数列大辞典の数列 A82260）
- 1～16までの約数の和である。1つ前は189、次は238。
- 各位の和が4になる12番目の数である。1つ前は211、次は301。
- 各位の立方和が平方数になる27番目の数である。1つ前は216、次は231。(オンライン整数列大辞典の数列 A197039)
- 220 = 12 + 22 + 32 + 52 + 62 + 82 + 92
  - n = 2 のときの 1n + 2n + 3n + 5n + 6n + 8n + 9n の値とみたとき1つ前は34、次は1618。
  - 220 = (3−1/2)2 + (5−1/2)2 + (7−1/2)2 + (11−1/2)2 + (13−1/2)2 + (17−1/2)2 + (19−1/2)2
- 220 = 22 × 5 × 11
  - 3つの異なる素因数の積で p2 × q × r の形で表せる11番目の数である。1つ前は204、次は228。(オンライン整数列大辞典の数列 A085987)
- 220 = 162 − 36
  - n = 16 のときの n2 − 36 の値とみたとき1つ前は189、次は253。(オンライン整数列大辞典の数列 A098847)

## その他 220 に関連すること
- 西暦220年
- 220フィルムは写真フィルムの規格の1つ。フィルム両端のみ裏紙付き・パーフォレーションなし・幅6cmのロールフィルムで、対応カメラであれば120フィルムのほぼ倍の枚数が撮影可能。→220フィルム
- シグザウエルP220は、ミネベア 9mm自動拳銃の名で自衛隊に制式採用されている拳銃である。
- 二百二十日：立春から数えて220日目の日。台風などの災害が起こりやすいといわれる。[要出典]2001年のこの日は9月11日であったが、この日、ニューヨークでアメリカ同時多発テロ事件が発生した。
- 1月1日 から数えて220日目は8月8日である。
- 新幹線0系電車の最高速度は、1986年に、220 km/hに引き上げられた。
- 新幹線100系電車の最高速度は、V編成を除き、220 km/hである。
- 第220代ローマ教皇はパウルス3世（在位：1534年10月13日～1549年11月10日）である。
- ジャガー・XJ220は最高速度220マイル/hを目標に作られたスポーツカーである。
- ヤード・ポンド法において、1ハロン=220ヤードである。